# Безуглов, Анатолий Иванович
Анатолий Иванович Безуглов (11 июля 1937, Ворошиловград, Ворошиловградская область, Украинская ССР, СССР — 9 октября 1987, там же) — украинский советский деятель, слесарь-инструментальщик производственного объединения «Ворошиловградтепловоз» Ворошиловградской (Луганской) области. Депутат Верховного Совета СССР 9—11-го созывов.

## Биография
Анатолий Иванович Безуглов родился 11 июля 1937 года в Ворошиловграде Ворошиловградской области, Украинская ССР, в семье рабочего Ворошиловградского паровозостроительного завода.
Образование среднее. Окончил семилетнюю школу и ремесленное училище при Ворошиловградском паровозостроительном заводе.
В 1953—1957 годах — слесарь-инструментальщик холодноштамповочного цеха Ворошиловградского паровозостроительного (тепловозостроительного) завода.
В 1957—1960 годах — служба в Советской армии.
С 1960 по 1987 год — слесарь-инструментальщик холодноштамповочного цеха Луганского (Ворошиловградского) тепловозостроительного завода имени Октябрьской революции (затем — производственного объединения «Ворошиловградтепловоз») Ворошиловградской (Луганской) области.
Анатолий Иванович Безуглов скоропостижно скончался 9 октября 1987 года.

## Награды и отличия
- орден Трудового Красного Знамени
- орден Дружбы народов
- медали
- знак «Отличник социалистического соревнования Министерства тяжелого и транспортного машиностроения СССР»